# Księgi pięciu megilot

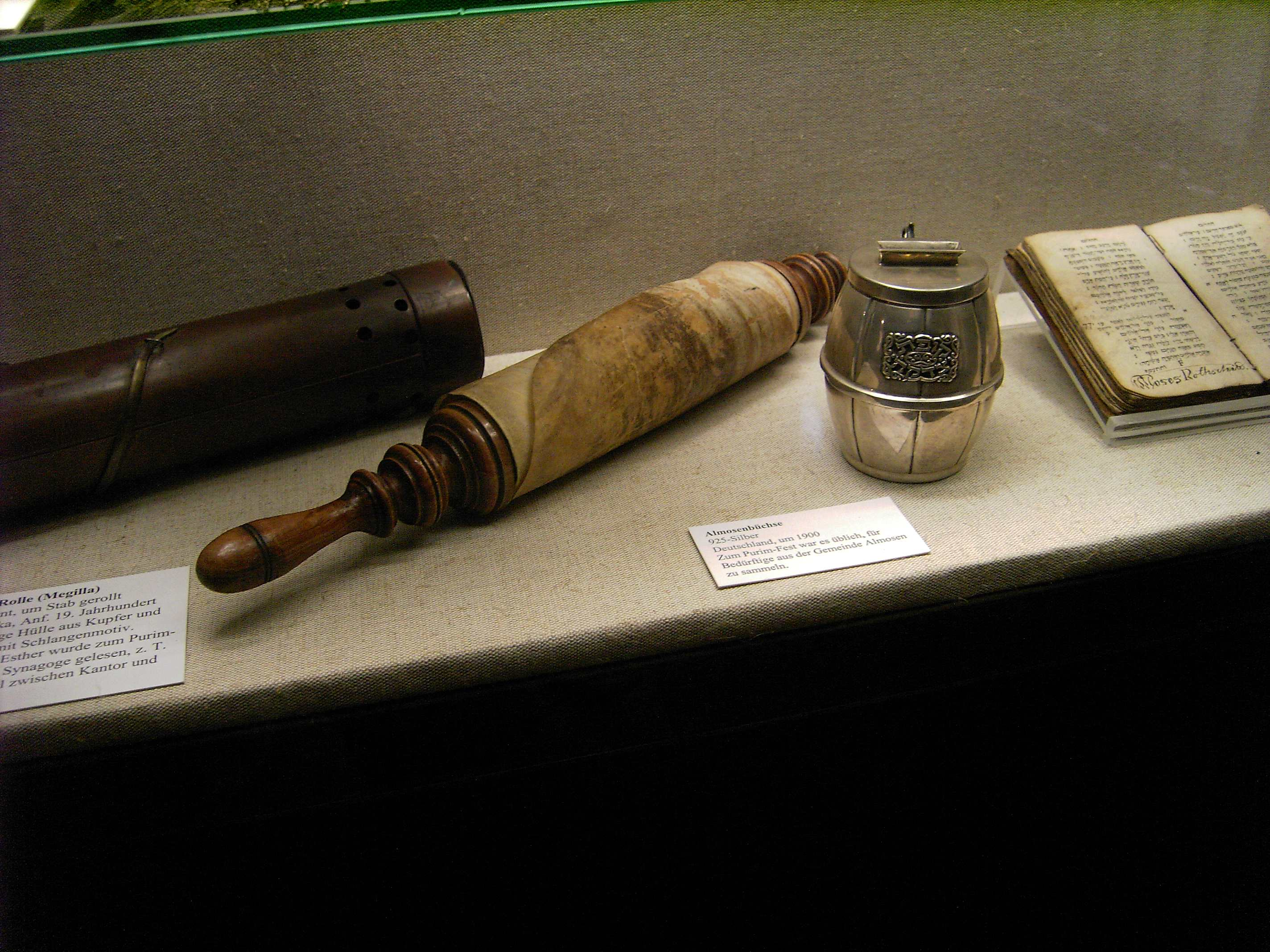
Zwój z księgą Estery – muzeum w Getyndze

Księgi pięciu megilot – pochodzący z Biblii hebrajskiej zbiór pięciu ksiąg. Nazwa pochodzi od hebrajskich słów חמש מגילות (Hamesz Megilot) oznaczających dosłownie „pięć zwojów”. 
Księgi te, powstałe w różnym czasie, tworzą zbiór niejednolity pod względem treści, jak i gatunków literackich. Ich cechą wspólną jest to, że odczytywane są podczas najważniejszych świąt żydowskich. 
Do ksiąg pięciu megilot należą:
- Pieśń nad pieśniami, interpretowana jako poemat symboliczny o zaślubinach Oblubieńca (Boga) i Oblubienicy (Izraela) – odczytywana w święto Pesach
- Księga Rut, traktująca o powstaniu rodu Dawida – odczytywana w Szawuot (czyli święto Tygodni, lub Pięćdziesiątnica)
- Lamentacje Jeremiasza, treny które upamiętniają upadek Jerozolimy - odczytywane w święto Tisza be-Aw
- Księga Koheleta – odczytywana jako ostrzeżenie podczas trzeciego dnia Sukkot (święta Namiotów)
- Księga Estery, która upamiętnia cudowne uratowanie żydowskiej diaspory w Persji – odczytywana w święto Purim

Księgi recytowane były w uroczysty, śpiewany sposób zwany kantylacją. W dzisiejszych czasach tylko dwie z nich: Estery oraz Lamentacje odczytywane są przez wszystkie społeczności żydowskie. Tradycję odczytywania wszystkich ksiąg zachowali przede wszystkim Aszkenazyjczycy.
W Biblii hebrajskiej, czyli Tanach, księgi pięciu megilot znajdują się obok siebie po Księdze Hioba. Biblie chrześcijańskie klasyfikują te księgi zgodnie z ich gatunkiem: Rut i Estery wśród ksiąg historycznych, Koheleta i Pieśń nad Pieśniami - wśród ksiąg mądrościowych, a Lamentacje - wraz z księgami prorockimi. 
Poza językiem hebrajskim, nie ma zwykle osobnych wydań ksiąg pięciu megilot. Jednym z niewielu wyjątków był ich przekład na język polski autorstwa Czesława Miłosza, opublikowany w 1982 nakładem Éditions du Dialogue.